# Trachypithecus pileatus
El langur o lutung capuchino (Trachypithecus pileatus) es una especie de primate catarrino de la familia Cercopithecidae. Se encuentra en Bangladés, sur de China, este de la India y Birmania. Su hábitat son los bosques secos tropicales y subtropicales. Está amenazado por la pérdida de hábitat.
Su estatura alcanza 49 a 71 cm y su cola entre 83 a 100 cm de longitud. Su pelambre es de color gris obscuro a negro en la espalda y crema, amarillo, anaranjado o rojizo en el vientre. Su cara oscura, está rodeada por un pelo más brillante en la parte superior, un penacho característico de la especie.
Tiene hábitos diurnos y territoriales. Vive en grupos de 2 a 15 individuos, generalmente con un solo macho adulto. Se alimenta de frutos y hojas.
Se reconocen cuatro subespecies de este lutung:
- T. pileatus pileatus
- T. pileatus durga
- T. pileatus brahma
- T. pileatus tenebricus